# Mamadou Coulibaly (ur. 1985)
Mamadou Coulibaly (ur. 27 lipca 1985 w Bamako) – malijski piłkarz, grający jako środkowy napastnik. Jednokrotny reprezentant kraju.

## Klub

### Początki
Zaczynał karierę w Stade Malien. 1 lipca 2010 roku został zawodnikiem MC Algier.

### FUS Rabat
1 lipca 2011 roku został zawodnikiem FUS Rabat. W tym zespole zadebiutował 25 września 2011 roku w meczu przeciwko Wydad Casablanca (porażka 2:0). Na boisku pojawił się w 56. minucie, zastąpił Hichama El Fatihiego. Łącznie zagrał 14 spotkań.

### Dalsza kariera
1 stycznia 2013 roku wrócił do Stade Malien. 19 grudnia tego samego roku przeszedł do Al-Hilal Omdurman. 1 grudnia 2014 roku ponownie podpisał kontrakt ze Stade Malien. 10 października 2016 roku został zawodnikiem Dubai CSC. 1 lipca 2018 roku po raz trzeci powrócił do Stade Malien. 18 marca 2021 roku przeniósł się do Adama City FC. Od 1 lipca 2022 roku jego klub nie jest znany.

## Reprezentacja
Coulibaly swój jedyny mecz w reprezentacji Mali zagrał 31 stycznia 2016 roku, a rywalem Malijczyków była reprezentacja Tunezji (wygrana 2:1). Grał 86 minut, został zmieniony przez Lamine Traore.